# Aequidens potaroensis
Aequidens potaroensis är en fiskart som beskrevs av Eigenmann 1912. Aequidens potaroensis ingår i släktet Aequidens och familjen Cichlidae. Inga underarter finns listade i Catalogue of Life.